# Misha la gata violeta (serie de televisión)
Misha, la gata violeta es una serie de televisión animada estrenada en el Canal Super3, el 15 de septiembre de 2014. Coproducida por la productora Teidees Audiovisuals, Televisió de Catalunya y Planet Nemo Animation, está inspirada en seis libros de Philip Stanton.
Consta de una primera temporada de 26 capítulos de 7 minutos cada uno y la web oficial de la serie www.gatamisha.cat. Se trata de una serie de humor y aventuras ambientada en un mundo urbano habitado por animales de aspecto y comportamientos humanos. Allí seguimos las vivencias del grupo de la Misha (con Verònica, Llorenç, el Hilari y Gina). A su vez, en el argumentario de los capítulos se ven reflejados una serie de valores como la solidaridad, amistad, diferencia, entre otros.

## Sinopsis
Misha es una gata muy despierta y espabilada, tiene mucha curiosidad por investigar todo lo que ocurre a su alrededor y eso la lleva a vivir aventuras muy divertidas con sus amigos. En el mundo de la Misha pueden pasar muchas cosas; pero sobre todo aventuras trepidantes, investigaciones misteriosas, competiciones delirantes... y un sentimiento de amistad entrañable.